# NGC 4680
NGC 4680 est une galaxie spirale  située dans la constellation de la Vierge. Sa vitesse par rapport au fond diffus cosmologique est de 2 831 ± 25 km/s, ce qui correspond à une distance de Hubble de 41,8 ± 3,0 Mpc (∼136 millions d'al). NGC 4680 a été découverte par l'astronome britannique John Herschel en 1835.

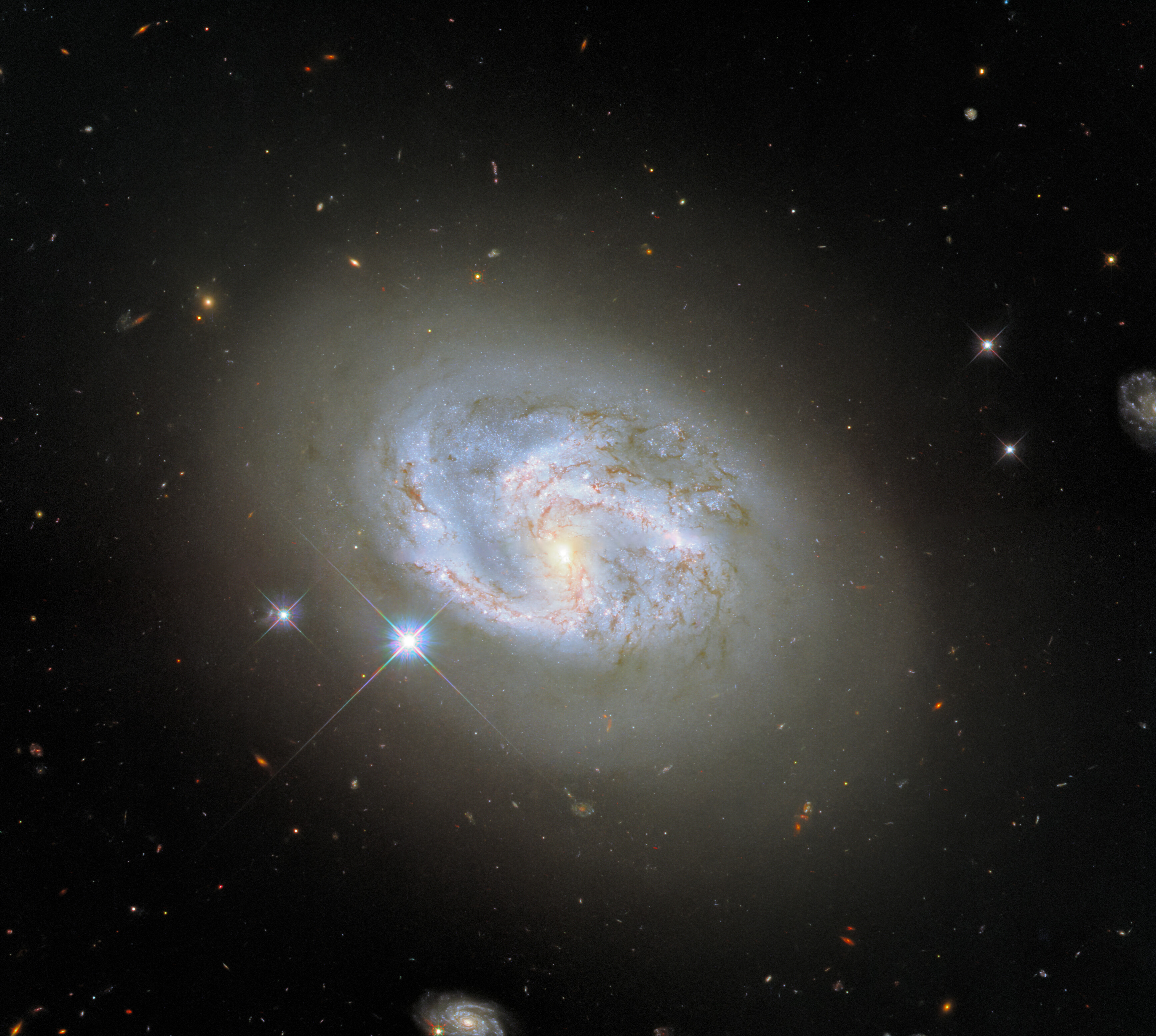
NGC 4680 par le télescope spatial Hubble.

NGC 4680 est III présente une large raie HI.
À ce jour, 17 mesures non basées sur le décalage vers le rouge (redshift) donnent une distance de 31,429 ± 8,614 Mpc (∼103 millions d'al), ce qui est à l'intérieur des valeurs de la distance de Hubble. Notons cependant que c'est avec la valeur moyenne des mesures indépendantes, lorsqu'elles existent, que la base de données NASA/IPAC calcule le diamètre d'une galaxie et qu'en conséquence le diamètre de NGC 4680 pourrait être d'environ 18,2 kpc (∼59 400 al) si on utilisait la distance de Hubble pour le calculer.

## Supernova
La supernova SN 1997bp a été découverte dans NGC 4680 le 7 avril 1997 par l'astronome amateur australien Robert Evans. Cette supernova était de type Ia.

## Groupe de NGC 4658
NGC 4680 fait partie du groupe de NGC 4658 qui compte au moins six galaxies. Les autres galaxies du groupe sont NGC 4658, NGC 4682, MCG -1-33-32, MCG -2-33-10 et MCG -2-33-20. À cette liste, il faut sans doute ajouter la galaxie NGC 4663, car elle forme une paire de galaxies avec NGC 4658.